# Русаковское сельское поселение (Тюменская область)
Русаковское се́льское поселе́ние — муниципальное образование в Аромашевском районе Тюменской области Российской Федерации.
Административный центр — село Русаково.

## История
Статус и границы сельского поселения установлены Законом Тюменской области от 5 ноября 2004 года № 263 «Об установлении границ муниципальных образований Тюменской области и наделении их статусом муниципального района, городского округа и сельского поселения».

## Население
| 2010 | 2011 | 2012 | 2013 | 2014 | 2015 | 2016 |
| ---- | ---- | ---- | ---- | ---- | ---- | ---- |
| 454  | ↘452 | ↘409 | ↘378 | ↘375 | ↘356 | ↘339 |
| 2017 | 2018 | 2019 | 2020 | 2021 | 2023 |      |
| ↘333 | ↘318 | ↘313 | ↘303 | ↘280 | ↘261 |      |

## Состав сельского поселения
| № | Населённый пункт | Тип населённого пункта       | Население |
| - | ---------------- | ---------------------------- | --------- |
| 1 | Батурина         | деревня                      | ↘14       |
| 2 | Нововыигрышнева  | деревня                      | ↘8        |
| 3 | Преображенка     | деревня                      | ↘61       |
| 4 | Русаково         | село, административный центр | ↘371      |